# (31701) Ragula
1999 JC40 (asteroide 31701) é um asteroide da cintura principal. Possui uma excentricidade de 0.01979200 e uma inclinação de 2.64417º.
Este asteroide foi descoberto no dia 10 de maio de 1999 por LINEAR em Socorro.